# Лінн (Колорадо)
Лінн (англ. Lynn) — переписна місцевість (CDP) в США, в окрузі Лас-Анімас штату Колорадо. Населення — 11 осіб (2020).

## Географія
Лінн розташований за координатами 37°25′19″ пн. ш. 104°38′35″ зх. д. / 37.42194° пн. ш. 104.64306° зх. д. (37.421909, -104.643061).  За даними Бюро перепису населення США в 2010 році переписна місцевість мала площу 1,86 км², уся площа — суходіл.

## Демографія
Згідно з переписом 2010 року, у переписній місцевості мешкало 12 осіб у 7 домогосподарствах у складі 2 родин. Густота населення становила 6 осіб/км².  Було 9 помешкань (5/км²).
Расовий склад населення:
| - 91,7 % — білих - 8,3 % — азіатів |

До двох чи більше рас належало 0,0 %. Частка іспаномовних становила 66,7 % від усіх жителів.
За віковим діапазоном населення розподілялося таким чином: 8,3 % — особи молодші 18 років, 58,4 % — особи у віці 18—64 років, 33,3 % — особи у віці 65 років та старші. Медіана віку мешканця становила 62,0 року. На 100 осіб жіночої статі у переписній місцевості припадало 140,0 чоловіків;  на 100 жінок у віці від 18 років та старших — 120,0 чоловіків також старших 18 років.
Цивільне працевлаштоване населення становило 0 осіб. 